# Garrett Neff
Garrett Neff (Wilmington, 12 aprile 1984) è un modello statunitense.

## Biografia
Garrett Neff viene scoperto da un agente di moda nel 2005, in un aeroporto, mentre era in procinto di andare in vacanza alle Barbados. L'anno seguente, grazie a questo incontro Neff ottiene un contratto con l'agenzia Click Model Management, che gli fa ottenere il ruolo di protagonista nella campagna pubblicitaria internazionale del profumo Calvin Klein Men, a cui seguirà quella di Calvin Klein Body, fotografato da Bruce Weber, Calvin Klein Underwear (al fianco di Eva Mendes) e Calvin Klein Jeans.
Nel corso del 2006, Neff lavora anche per Abercrombie & Fitch, Benetton, Lagerfeld, Adam + Eve, Perry Ellis, John Varvatos, Zegna e Rock & Republic e compare sulle riviste GQ, V Man, e L'Officiel Hommes. Insieme al collega Sean O'Pry, ottiene la seconda posizione del sito models.com, dei 50 modelli più promettenti sul mercato. Nel 2008 Neff, insieme a Carolyn Murphy e Lauren Hutton, viene fotografato da Mario Testino per la campagna pubblicitaria di Lord & Taylor. Nel 2009 la rivista Forbes ha classificato Garrett Neff al quinto posto nella classifica dei modelli più pagati al mondo nel corso dell'anno precedente.

## Agenzie
- Click Model Management - New York, Los Angeles
- D'management Group - Milano